# Jaws Underground
Joly Alexandre (født 1972), bedre kendt under sit kunstnernavn Jaws Underground, er en fransk psykedelisk trance musiker og producer. I 2007 udgav han sit første debutalbum, Lost In The Sound, på det fransk baserede pladeselskab Pete The Moon Label. I 2008 udgav han sit andet album, Algorythme, og har udgivet yderligere fire album fra 2009 til 2014.
Han har spillet på mange festivaler i hele verden, bl.a. i Sydkorea, Canada, England, Italien, Belgien, Tyskland, Østrig, Portugal og Irland.

## Diskografi

### Studiealbum
- Lost In The Sound (2007, Pete The Moon Label)
- Algorythme (2008, Pete The Moon Label)
- Face To Face (2009, Psy-Core Records)
- Still Alive (2010, Geomagnetic.TV)
- Frontier(s) (2012, Geomagnetic.TV)
- First Blood (2013, Kaos Krew Records)

### Singler
- "Psychick EP" (2009, Geomagnetic.TV)
- "For A Few Beats More" (2012, Profound Records)
- "Trance Fighters" (2012, Digital Drugs Coalition)
- "Teknologic" (2012, Goa Records)
- "Advanced Technology" (2013, Kaos Krew Records)
- "Watch Out" (2013, Nexus Media)